# Verordnung über die Zulassung von Erhaltungssorten und das Inverkehrbringen von Saat- und Pflanzgut von Erhaltungssorten
Die Verordnung über die Zulassung von Erhaltungssorten und das Inverkehrbringen von Saat- und Pflanzgut von Erhaltungssorten, kurz Erhaltungssortenverordnung ist eine deutsche Rechtsverordnung des Bundeslandwirtschaftsministeriums. Sie dient der Umsetzung der Richtlinie 2008/62/EG.
In ihr wird seit Juli 2009 das Inverkehrbringen sog. Erhaltungssorten geregelt, die in besonderer Weise zur Erhaltung pflanzengenetischer Ressourcen (Biodiversität) beitragen können.
Erhaltungssorten können in einem vereinfachten Verfahren zugelassen werden, wenn die Gefahr einer genetischen Erosion für die jeweilige Sorte zu befürchten ist. Eine amtliche Anerkennung des Saatgutes als Voraussetzung für das Inverkehrbringen ist nicht erforderlich, das Saatgut muss aber die gleichen Qualitätsanforderungen wie ansonsten zertifiziertes Saatgut erfüllen.
Für die Zulassung von Erhaltungssorten müssen Gebühren beim Bundessortenamt entrichtet werden (§ 3 SaatG). Der Handel ohne Entrichtung ist eine Ordnungswidrigkeit (§ 60 SaatG).